# Meike Evers
Meike Evers (alemany: Meike Evers-Rölver)  (Berlín, 6 de juny de 1977) és una remadora alemanya, ja retirada, que va competir durant les dècades de 1990 i 2000.
El 1996 va prendre part en els Jocs Olímpics d'Estiu d'Atlanta, on fou tretzena en la prova del scull individual del programa de rem. Quatre anys més tard, als Jocs de Sydney, fent equip amb Manja Kowalski, Manuela Lutze i Kerstin Kowalski, guanyà la medalla d'or en la prova del quàdruple scull del programa de rem. El 2004, als Jocs d'Atenes, revalidà la medalla d'or en la mateixa prova, aquesta vegada formant equip amb Kathrin Boron i novament Manuela Lutze i Kerstin Kowalski.
En el seu palmarès també destaquen dues medalles d'or al Campionat del món de rem, el 1997 i 1999.
Durant un temps fou detectiu i membre de l'Agència Mundial Antidopatge.